# Ceriagrion suave
Ceriagrion suave är en trollsländeart som beskrevs av Friedrich Ris 1921. Ceriagrion suave ingår i släktet Ceriagrion och familjen dammflicksländor. IUCN kategoriserar arten globalt som livskraftig. Inga underarter finns listade i Catalogue of Life.